# Hayrettin Karaca
Hayrettin Karaca (4. dubna 1922 Balıkesiru - 20. ledna 2020 Istanbul) byl turecký podnikatel a ekolog. V roce 2012 mu byla udělena Cena za správný život za jeho činnost pro ochranu přírody.

## Život a dílo
Po střední škole Karaca převzal pletařskou dílnu svých rodičů a udělal z ní známou značku.
Během cest po Anatolii si uvědomil nebezpečí dezertifikace a v roce 1992 spolu se svým přítelem Nihatem Gökyiğitem založil Nadaci Tema, která bojuje proti erozi půdy prostřednictvím zalesňování a ochrany přírodních zdrojů. Nadace se stala jednou z nejdůležitějších nevládních organizací v Turecku a k roku 2020 měla 450 000 dobrovolníků.
Karaca začal v roce 1976 budovat arboretum v Yalově, které dnes znají botanici po celém světě. Arboretum se rozkládá na ploše 13,5 hektaru, roste zde 7000 druhů dřevin a je centrem genetické ochrany ohrožených druhů v regionu. Arboretum získalo v roce 2004 cenu Mezinárodní dendrologické společnosti.